# 볼프강 노르트비히
볼프강 노르트비히(독일어: Wolfgang Nordwig, 1943년 8월 27일 ~ )는 전 동독의 육상 선수로 장대높이뛰기에서 활약하였다.
작센주 지그마르에서 태어난 노르트비히는 1972년 뮌헨 올림픽에서 전직 챔피언 밥 시그런이 자신의 올림픽 타이틀 유지에 실패하자, 장대높이뛰기의 금메달을 획득하는 데 미국인이 아닌 첫 선수가 되었다. 프랑스의 페르낭 공데르가 1906년에 금메달을 땄으나, 이 경기들은 아직도 국제 올림픽 위원회에 의하여 공식적으로 찬성되지 않았다. 4년 전에 멕시코시티 올림픽에서 노르트비히는 동메달을 땄다.
올림픽 챔피언으로서 노르트비히는 동독에서 "올해의 스포츠맨"으로 선출되고, 같은 해에 은퇴하였다. 국내적으로 그는 8개의 연속적 국내 타이틀(1965~72)을 우승하고, 또한 실내 경기(1864~66, 1969~72)를 우승하기도 하였다. 그는 1966년, 1969년과 1971년에 유럽 챔피언이었고, 1965년, 1967년과 1970년 유러피언 컵을 우승하기도 하였다. 1970년과 1971년에 5.40m, 5.45m, 그리고 5.46m와 함께 3개의 세계 기록들을 세웠다.
공학자, 물리학자로서 몇몇의 학위들과 경제학에서 박사학위와 함께 노르트비히는 콤비나트 WEB 카를 차이스 예나에서 일을 하고, 연구와 개발의 관리자가 되었다. 1990년대 초반에 그는 튀링겐주를 떠나 베를린에서 여행사의 매니저가 되었다.